# Spoken word
Spoken word oblik je poezije kojime se često koristi u prozi ili stihu, a povremeno se koristi i mjerenim stihom da bi se izrazilo društveno stanje. Tradicionalno se izražava u prvom licu, iz pjesnikova stajališta. U glazbenoj industriji, nastupi spoken worda općenito se sastoje od pričanja priče ili poezije. Najpoznatiji su pjesnici Hedwig Gorski, Gil Scott-Heron i Spalding Gray te Henry Rollins.

## Poznati pjesnici
- Lou Reed
- Leonard Cohen
- Tom Waits
- Gil Scott-Heron
- The Last Poets
- Anne Clark
- Spalding Gray
- Hedwig Gorski
- Saul Williams
- Pauley Perrette
- Blixa Bargeld
- Henry Rollins
- Jello Biafra